# 大丽灯蛾属
大丽灯蛾属为裳蛾科燈蛾亞科的一个属。

## 下属物种
本属包括以下物种：
- 大丽灯蛾 Aglaomorpha histrio (Walker, 1855) - 分布於朝鮮半島、日本、中國、臺灣，有三個亞種[4]。
- 色纹大丽灯蛾 Aglaomorpha plagiata (Walker, 1855) - 主要分布於喜馬拉雅地區，包含中国西南部與中南半島北部[4]。